# 75970 Olcott
75970 Olcott è un asteroide della fascia principale. Scoperto nel 2000, presenta un'orbita caratterizzata da un semiasse maggiore pari a 2,5729732 au e da un'eccentricità di 0,1336725, inclinata di 8,92511° rispetto all'eclittica.
L'asteroide è dedicato all'astronomo statunitense William Tyler Olcott.